# Amati

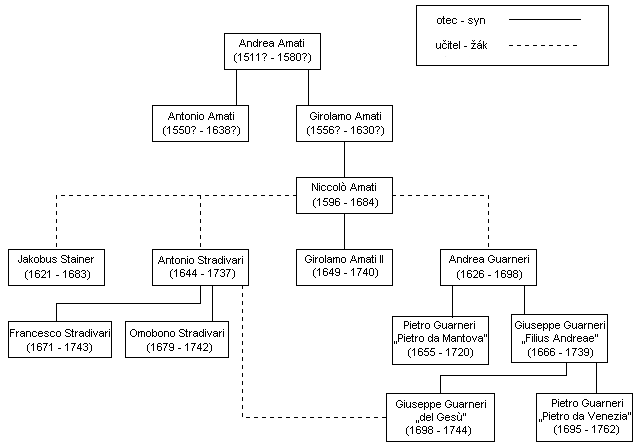
Genealogie rodin Amati, Stradivari a Guarneri

Amati byla rodina italských houslařských mistrů žijících a působících v Cremoně v rozmezí let 1550 – 1740. Právě oni založili pověst Cremony jako významného houslařského města.

## Členové rodu
- Andrea Amati (asi 1511 – asi 1580) je nejstarší houslař, jehož nástroje přežily do dnešní doby. Právě on dal moderním houslím jejich dnešní proporce, které se od té doby změnily jen velice málo.

Andrea Amati měl dva syny, kteří pokračovali v houslařském řemesle:
- Antonio Amati (asi 1550 – asi 1638) a
- Girolamo (Hieronymus) Amati (asi 1556 – asi 1630). Vylepšili otcův koncept houslí a jako první zkonstruovali moderní violu.

- Niccolò Amati (3. prosince 1596 – 12. dubna 1684) byl syn Girolama Amatiho. Je nejvýznamnějším členem rodiny Amatiů, ještě dále vylepšil konstrukci houslí, čímž zvýšil sílu jejich tónu. Jeho žáky byli Antonio Stradivari a Andrea Guarneri, zakladatel houslařské rodiny Guarneriů.

- Girolamo (Hieronymus II) Amati (26. únor 1649 – 21. únor 1740) byl syn Niccola Amatiho. Přestože se dále snažil o vylepšení tvaru houslí, jeho nástroje nikdy nepředčily housle jeho současníka Antonia Stradivariho.